# Ștefan Gheorghiu (violonist)
A nu se confunda cu militantul socialist Ștefan Gheorghiu (1879 - 1914).
Ștefan Gheorghiu (n. 23 martie 1926, Galați, România – d. 17 martie 2010) a fost un muzician, violonist și pedagog român.

## Biografie
La vârsta de 5 ani începe studiul viorii și la 9 devine student al Conservatorului Regal de Muzică din București. George Enescu îl recomandă împreună cu fratele său mai mic Valentin Gheorghiu pentru o bursă de studii la Conservatoire National de Musique din Paris unde studiază vioara cu Maurice Hewitt și armonie și contrapunct cu Noel Gallon. La București își continuă studiul viorii cu Vasile Filip, Garabet Avachian și al teoriei cu Mihail Jora. Gheorghiu își desăvârșește studiile la Moscova, participând la cursurile de măiestrie artistică ale lui David Oistrah.
Din 1946 a fost solist concertist al Filarmonicii de Stat "George Enescu". În cadrul instituției a interpretat atât concerte simfonice cât și  muzică de cameră. A colaborat in cadrul unui trio de muzică de cameră cu fratele său, pianistul Valentin Gheorghiu și cu violonceliștii Vladimir Orlov, Radu Aldulescu, Cătălin Ilea și Mirel Iancovici.
La prima ediție a Festivalului Internațional "George Enescu", a câștigat împreună cu fratele său, pianistul Valentin Gheorghiu, premiul întâi pentru cea mai bună interpretare a Sonatei a 3-a de George Enescu. Juriul era compus din Yehudi Menuhin, David Oistrah, Henryk Szeryng, Andre Gertler, Nadia Boulanger și George Georgescu.
Pe parcursul a 40 de ani de activitate artistică, Ștefan Gheorghiu a cântat în peste 2000 de concerte, atât în țara natală cât și în Europa, SUA, Canada și Asia. Printre cele mai importante centre muzicale care l-au avut ca oaspete sunt Paris, Menton, Londra, Manchester, Roma, Viena, Salzburg, Locarno, Lausanne, Basel, Praga, Warșovia, Berlin, Munchen, Leipzig, Moscova, Sankt Petersburg, Riga, Talin, Sofia, Atena, Tesalonik, Montreal, San Francisco, Los Angeles, St. Louis, Boston, Peking, Shanghai, Canton, Seoul. A colaborat cu dirijorii Frans Konwitschny, Constantin Silvestri, Kyrill Kondrashin, George Georgescu, Jean Perisson, Karel Ancerl, Emanuel Elenescu, Mircea Basarab, Mircea Cristescu, Mihai Brediceanu. În activitatea concertistică se înscrie realizarea a numeroase prime audiții: Cvartetul și Cvintetul cu pian de George Enescu, Sonate de Constantin C. Nottara, Alfred Mendelsohn, Pascal Bentoiu, Ludovic Feldman, Trio de Valentin Gheorghiu, Concertele pentru vioară de Paul Constantinescu și Pascal Bentoiu, Triplul Concert de Paul Constantinescu, Concertul pentru două viori de Wilhelm Berger.
Gheorghiu a făcut înregistrări la Electrecord, Supraphon și alte câteva radiouri din Europa. A înregistrat multe prime audiții din opera lui George Enescu, Cvartetul cu pian, Cvintetul cu pian, Simfonia de cameră (Grand Prix du Disque - Paris), suita "Impresii din copilărie", Sonata a 3-a în caracter popular românesc.
Activitatea concertistică a fost dublată din anul 1960 de una pedagogică. A fost profesor de vioară și de interpretare artistică la Academia de Muzică din București. Rezultatele remarcabile în dezvoltarea tinerilor muzicieni au fost premiate la multe competiții internaționale.

## Foști studenți
- Silvia Marcovici
- Mihaela Martin
- Constantin Șerban
- Alexandru Tomescu
- Dan Claudiu Vornicelu

## Distincții
- titlul de Artist Emerit al Republicii Populare Române (13 octombrie 1953) „pentru realizări valoroase și activitate rodnică în ramurile artistice”[4]
- Ordinul Meritul Cultural clasa a III-a (12 septembrie 1968) „cu prilejul împlinirii a 100 de ani de la înființarea Filarmonicii «George Enescu» din București, [...] pentru merite deosebite în activitatea muzicală”[5]